# خاونکار (جشن)
خاونکار، خاوندکار یا خاوندگار، جشن مرنو، جشن پادشاهی یا عید یاران، (به کُردی: عه‌ید یاران یا جه‌شن خاوه‌نکار) به مهم‌ترین عید مذهبی پیروان دین یاری گفته می‌شود. خاونکار هر ساله بر اساس گاه‌شماری کردی گرمسیری سلطانی در آغاز زمستان کُردی برابر آبان ماه خورشیدی بر پا می‌شود.
این عید جشنی سه روزه است که مردم یارسان در طول این سه روز خروس و انار نذر میکنند و نان‌هایی که به (کُردی: گِرده و کولیره) نام دارد بین همدیگر پخش میکنند و این سنت دیرینه را به جا می‌آورند.

## مناسبت
بر اساس سرانجام کتاب مقدس یارسان، سلطان سهاک در ظاهر از دست برادران و خانواده و سپاهیانشان،در درون غاری ساکن می گردند ولی در حقیقت برای بنیان نهادن دلیل و چرایی روزه و سپاسگزاری از حق تعالی برای یارسانیان به آن غاربنام نوه پناه می‌گیرند. در کُردی(لکی) و (هورامی)به غار " مر " گفته می‌شود. پس از سه روز گرسنگی،به امر حضرت سلطان سهاک یکی از مقربان و و والاتباران مشتی خاک از زیر قالیچه مشتی خاک به بیرون می افشاند ناگهان طوفان برمی خیزد و سپاهیان بدخواه یکدیگر را قتل و عام می کنند و حضرت سلطان سهاک و یارانش از غار خارج شده وحضرت رزبار مادر سلطان با گوشت خروس و برنج از آن‌ها پذیرایی می‌کند. در آن روز جشنی با قربانی کردن یک خروس و سه کیلو برنج و خواندن دعا توسط سید انجام می‌شود. گرفتن روزه در آن سه روز هر ساله برای پیروان دین یاری ضروری بوده و روز بعد (بعد از سه روز روزه) جشنی به نام خاونکار برگزار می‌شود و مردم در جمخانه‌ها یا اماکن مقدس جمع می‌شوند. و به این ترتیب به یکی از اعیاد مردم یارسان تبدیل می‌شود.

## تاریخ مناسبت

### سال 1403
تاریخ خاونکار 1403 به شرح زیر است : 
چهارشنبه:23 آبان شب نیت خاونکار 
پنجشنبه:24 آبان شب اول
جمعه: 25 آبان شب دوم
شنبه:26 آبان شب سوم و پادشاهی سلطان اسحاق
نذر نیازتان قبول